# Liesel Kipp-Kaule
Liesel Kipp-Kaule (* 13. Februar 1906 in Bielefeld; † 10. Juli 1992 ebenda) war eine deutsche Gewerkschafterin und Politikerin der SPD.

## Leben und Beruf
Nach dem Besuch der Volksschule und einer Lehre als Näherin arbeitete Kipp-Kaule bis 1940 in der Wäsche- und Herrenbekleidungsbranche. Schon in jungen Jahren schloss sie sich dem Deutschen Bekleidungsarbeiter-Verband an und wurde 1928 in den Betriebsrat gewählt, ein Amt, das sie bis 1933 ausüben konnte. Berufsbegleitend besuchte sie von 1935 bis 1938 eine private Handelsschule in Bielefeld. Von der Gestapo verhört, setzte sie sich nach Offenbach ab, wo sie ab 1940 als kaufmännische Angestellte tätig war.
Zurück in Bielefeld trat Kipp-Kaule 1946 als Gewerkschaftssekretärin in die Dienste der Gewerkschaft Textil-Bekleidung-Leder ein, deren Sachbearbeiterin für Frauen- und Jugendfragen in der Britischen Zone sie 1947 wurde. Zudem wurde sie 1947 als einzige Frau in den Vorstand des DGB für die Britische Zone gewählt. Beim Gründungskongress des DGB für die Bundesrepublik Deutschland unterlag die Sozialdemokratin bei der Wahl für den Geschäftsführenden Bundesvorstand der vom Vorstand favorisierten christlich-sozialen Thea Harmuth. Im April 1949 wählte der Gründungskongress der Gewerkschaft Textil-Bekleidung Kipp-Kaule in den Geschäftsführenden Hauptvorstand für das Gebiet der Bundesrepublik einschließlich West-Berlins., wo sie die Aufgabenfelder Frauen- und Jugendarbeit übernahm. Sie wurde sechsmal wiedergewählt, bis sie auf dem Gewerkschaftstag 1963 in Hannover ihren männlichen Gegenkandidaten unterlag. Damit war im siebenköpfigen Geschäftsführenden Hauptvorstand der Gewerkschaft Textil-Bekleidung, mit einem Anteil von 55,4 % weiblicher Mitglieder, keine Frau mehr vertreten.

## Abgeordnete
Liesel Kipp-Kaule gehörte dem Deutschen Bundestag seit dessen erster Wahl 1949 bis 1965 an. Sie war 1949 maßgeblich am SPD-Entwurf für ein Mutterschutzgesetz beteiligt. 1950 setzte sie sich gemeinsam mit ihrer Fraktionskollegin Lisa Albrecht in Ergänzung zu Artikel 3 des Grundgesetzes für ein Gesetz für ökonomische Gleichstellung der Frau ein. Die beiden Politikerinnen konnten sich aber schon in der eigenen Fraktion nicht durchsetzen. Außer in Gleichstellungsfragen engagierte sich Kipp-Kaule auch in der Sozialpolitik. So stritt sie im Bundestag leidenschaftlich für einen besseren Arbeitsschutz für werdende Mütter und für das Akkordverbot für junge Fabrikarbeiterinnen und Fabrikarbeiter.
Kipp-Kaule gelangte stets über die nordrhein-westfälische Landesliste ihrer Partei, der SPD, ins Parlament.